# Tridente (Roma)

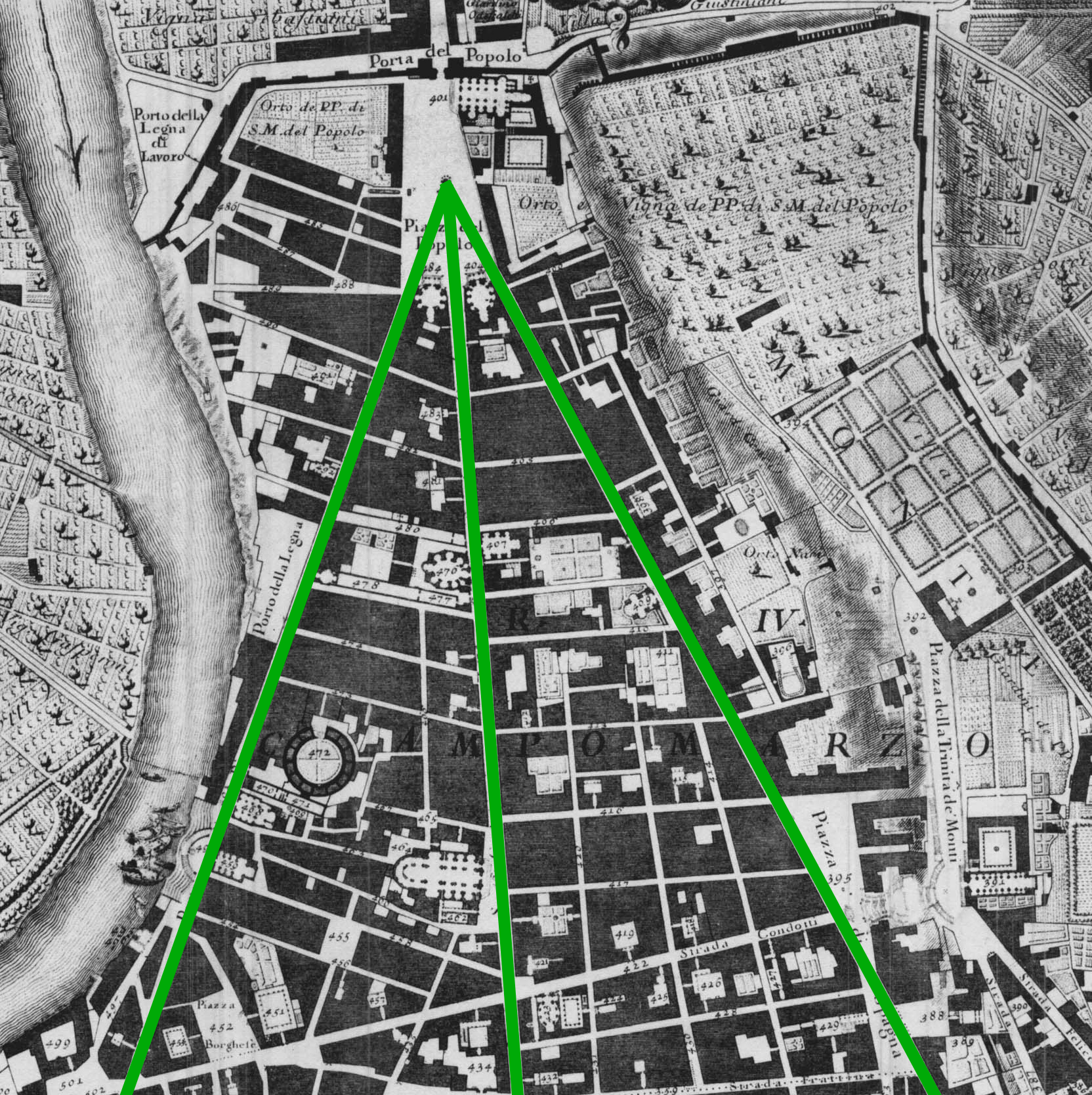
Tridente projetado sobre o Mapa de Noli. No alto, a Piazza del Popolo. Da esquerda para a direita, Via di Ripetta, Via del Corso e Via del Babuino.

Tridente é um complexo de ruas formado por três vias retilíneas de Roma, Itália, todas partindo da Piazza del Popolo e divergindo na direção sul e que, quando vistas em conjunto, lembram o formato de um tridente.

## Descrição
O complexo do Tridente é resultado de um importante projeto de planejamento urbano realizado entre os séculos XV e XVII, que reconheceu três ruas que, partindo do principal portão de Roma, a Porta del Popolo, levava o tráfego de peregrinos para as grandes basílicas da cidade. A Via di Ripetta leva à Ponte Sant'Angelo e à Basílica de São Pedro, a Via del Corso (chamada antigamente de Via Lata, um antigo prolongamento da Via Flamínia), que, atravessando Campo de Marte, chegava até o palácio papal da Piazza Venezia e seguia até a Arquibasílica de São João de Latrão e, finalmente, a Via del Babuino (chamada antigamente de Via Clementina), que, atravessando a Piazza di Spagna, subia até a Basílica de Santa Maria Maior.
Atualmente, no final de cada uma destas três ruas estão, respectivamente, a Piazza Cardelli e a Via della Scrofa (Via di Ripetta), a Piazza Venezia (Via del Corso) e a Piazza di Spagna (Via del Babuino).